# Les Tartines

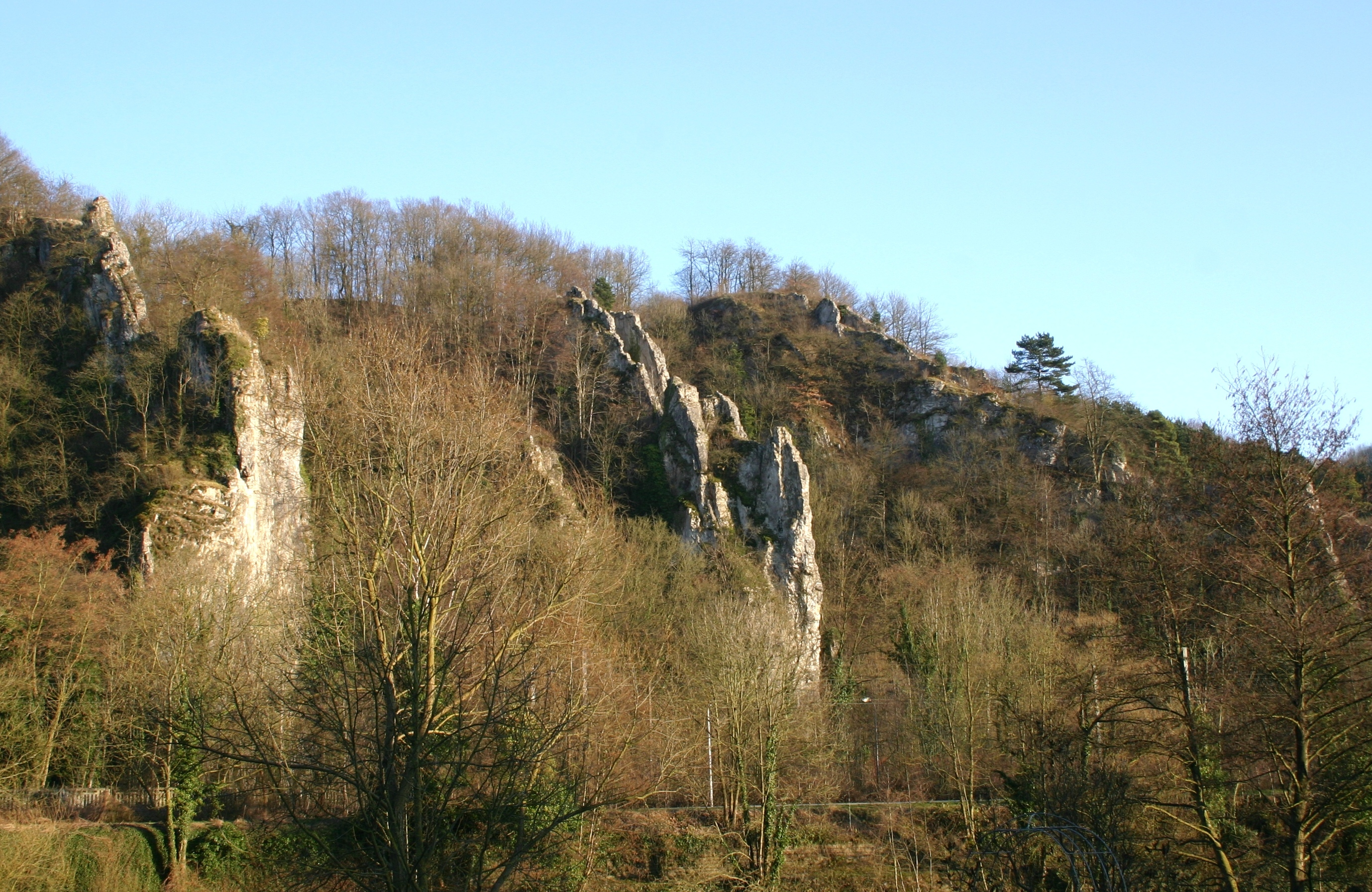
Les Tartines

Les Tartines (Nederlands: de boterhammen) is een rotsformatie in het dal van de Ourthe in de buurt van Comblain-au-Pont in de Belgische provincie Luik. Ze bevinden zich in het natuurgebied Les Tartines dat sinds 1949 beschermd wordt.
De formatie dankt haar naam aan rotsplaten die zodanig geplooid zijn dat ze verticaal uit de rotswand uitsteken als rechtopstaande sneden brood. Les Tartines bestaan uit Carbonisch gesteente van afwisselend harde (competente) en minder harde lagen. De harde lagen bestaan uit dolosteen en zijn minder gevoelig voor erosie. De harde rotslagen steken daarom uit ten opzichte van de zachte lagen.